# Nami-myeon, Geumsan-gun
Nami-myeon (koreanska: 남이면) är en socken i kommunen Geumsan-gun i provinsen Södra Chungcheong i Sydkorea, 170 km söder om huvudstaden Seoul.